# Døde i 2017
Døde i 2017  er en liste over notable personer, der er afgået ved døden i 2017 . 

## Januar
| - Mário Soares - Akbar Hashemi Rafsanjani - Zygmunt Bauman - Roman Herzog - Oliver Smithies - Peter Abrahams - Miguel Ferrer - Jan Kruis - Adèle Bloemendaal - Søren Elung Jensen - Gorden Kaye - Mary Tyler Moore - John Hurt - Barbara Hale - Emmanuelle Riva |

- 1. januar - Anthony Atkinson, britisk økonom (født 1944).[1]
- 1. januar - Yaakov Neeman, israelsk politiker (født 1939)[2]
- 3. januar - Igor Volk, sovjet-russisk astronaut (født 1937).[3]
- 4. januar - Milt Schmidt, canadisk ishockeyspiller (født 1918).[4][5]
- 4. januar Paul Went(en), britsk fodboldspiller (født 1949)[6]
- 4. januar Wayne Westner(en), sydafrikansk golfspiller (født 1961).[7]
- 6. januar - Yaron Ben-Dov(en), israelsk fodboldspiller (født 1970).[8]
- 6. januar - Francine York(en), amerikansk skuespiller (født 1936).[9]
- 7. januar - Mário Soares, portugisisk politiker (født 1924).[10]
- 7. januar - Nat Hentoff(en), amerikansk historiker og jazzkritiker (født 1925).[11]
- 8. januar - James Mancham, seychellisk politiker (født 1939).[12]
- 8. januar - Akbar Hashemi Rafsanjani, iransk politiker (født 1934).[13]
- 8. januar - Peter Sarstedt, engelsk musiker og sangskriver (født 1941).[14]
- 8. januar - Ruth Perry(en), liberiansk præsident (født 1939).[15]
- 9. januar - Zygmunt Bauman, polsk sociolog (født 1925).[16]
- 9. januar - Jānis Serģis, lettisk motocrosskører (født 1938).[17]
- 9. januar - Roberto Cabañas, paraguayansk fodboldspiller (født 1961).[18]
- 9. januar - Daan van Golden, nederlandsk kunstmaler (født 1933)[19]
- 10. januar - Roman Herzog, tysk politiker (født 1934).[20]
- 10. januar - Oliver Smithies, britisk-amerikansk genetiker (født 1925).[21]
- 11. januar - Tommy Allsup(en), amerikansk guitarist (født 1931).[22]
- 11. januar - Pierre Arpaillange(fr), fransk forfatter og minister (født 1924).[23]
- 11. januar - François Van der Elst(en), belgisk fodboldspiller (født 1954).[24]
- 12. januar - Graham Taylor, engelsk fodboldspiller og -træner (født 1944).[25]
- 12. januar - Giulio Angioni, italiensk forfatter og antropolog (født 1939).[26]
- 13. januar - Horacio Guarany, argentinsk sanger og forfatter (født 1925).[27]
- 13. januar - Olly van Abbe, nederlandsk kunstner (født 1935).[28]
- 13. januar - Antony Armstrong-Jones, britisk fotograf og adelsmand (født 1930).[29]
- 13. januar - Gilberto Agustoni(en), schweizisk kardinal (født 1922).[30]
- 13. januar - Hans Berliner(en), amerikansk datalog og skakspiller (født 1929).[31]
- 13. januar - John Jacobs(en), britsk golfspiller (født 1925).[32]
- 14. januar - Zhou Youguang, kinesisk lingvist (født 1906).[33]
- 15. januar - Jimmy Snuka, amerikansk wrestler, (født 1943).[34][35]
- 15. januar - Jean-Luc Vernal, belgisk tegneserietegner (født 1944).[36]
- 16. januar - Gene Cernan(en), amerikansk astronaut (født 1934).[37]
- 16. januar - Aad van Hardeveld, nederlandsk idrætsudøver (født 1930).[38]
- 17. januar - Pascal Garray, belgisk tegneserietegner (født 1965).[39]
- 18. januar - Peter Henry Abrahams, sydafrikansk forfatter (født 1919).[40]
- 18. januar - Rachael Heyhoe-Flint, engelsk cricketspiller, forretningskvinde og filantrop (født 1939).[41]
- 18. januar - Mike Kellie, britsk trommeslager, producer og sangskriver (født 1947).[42]
- 19. januar - Miguel Ferrer, amerikansk skuespiller (født 1955).[43]
- 19. januar - Inger Hovman, dansk skuespillerinde (født 1946).[44]
- 19. januar - Loalwa Braz Vieira, brasiliansk sangerinde (født 1953).[45]
- 19. januar - Thibaut Cuisset, fransk fotograf (født 1958).[46]
- 19. januar - Jan Kruis, nederlandsk tegneserietegner (født 1933).[47]
- 19. januar - Ger van Mourik, nederlandsk fodboldspiller (født 1931).[48]
- 20. januar - Bruno Amoroso, italiensk-født dansk økonom (født 1936).[49]
- 20. januar - Robert Anker, nederlandsk forfatter (født 1946).[50]
- 21. januar - Marc Baecke, belgisk fodboldspiller (født 1956).[51]
- 21. januar - Adèle Bloemendaal, nederlandsk sangerinde, skuespiller og komiker (født 1933).[52]
- 21. januar - Maggie Roche, amerikansk sangerinde og sangskriver (født 1951).[53]
- 21. januar - Veljo Tormis, estisk komponist (født 1930).[54]
- 22. januar - Søren Elung-Jensen, dansk skuespiller (født 1928).[55]
- 22. januar - Maria Marcus, dansk journalist, forfatter, terapeut m.m. (født 1926).[56]
- 22. januar - Erland Kolding Nielsen, dansk historiker (født 1947).[57]
- 22. januar - Lisbeth Korsmo, norsk skøjteløber (født 1948).[58]
- 22. januar - Jaki Liebezeit, tysk trommeslager (født 1938).[59]
- 22. januar - Peter Overend Watts, britsk bassist (født 1947).[60]
- 23. januar - Dmytro Hrabovskyj, ukrainsk cykelrytter (født 1985).[61]
- 23. januar - Gorden Kaye, engelsk skuespiller (født 1941).[62]
- 23. januar - Preben Dabelsteen, dansk badmintonspiller og journalist (født 1925).[63]
- 24. januar - Fred André, nederlandsk fodboldspiller (født 1941).[64]
- 24. januar - Chuck Weyant, amerikansk racerkører (født 1923).[65]
- 24. januar - Francisco Palmeiro, portugisisk fodboldspiller (født 1932).[66]
- 25. januar - Mary Tyler Moore, amerikansk skuespillerinde (født 1936).[67]
- 25. januar - Katja of Sweden, svensk tøjdesigner (født 1920)[68]
- 25. januar - John Hurt, engelsk skuespiller (født 1940).[69]
- 26. januar - Barbara Hale, amerikansk skuespillerinde (født 1922).[70]
- 26. januar - Mike Connors, amerikansk skuespiller (født 1925)[71]
- 27. januar - Emmanuelle Riva, fransk skuespillerinde (født 1927).[72]
- 27. januar - Brunhilde Pomsel, sekretær for Joseph Goebbels (født 1911).[73]
- 28. januar - Lennart Nilsson, svensk fotograf og videnskabsmand (født 1922).[74]
- 29. januar - Boris Nikolov, bulgarsk bokser (født 1929).[75]
- 31. januar - John Wetton, engelsk sanger, bassist og sangskriver (født 1949).[76]

## Februar
| - Björn Granath - Svend Asmussen - Al Jarreau - Bill Paxton |

- 1. februar - Lars-Erik Berenett, svensk skuespiller (født 1942).[77]
- 2. februar - Shunichiro Okano, japansk fodboldspiller (født 1931).[78]
- 5. februar - Björn Granath, svensk skuespiller (født 1946).[79]
- 6. februar - Roger Walkowiak, fransk cykelrytter (født 1927).[80]
- 6. februar - Irwin Corey, amerikansk skuespiller (født 1914).[81]
- 6. februar - Alec McCowen, engelsk skuespiller (født 1925).[82]
- 7. februar - Svend Asmussen, dansk violinist (født 1916).[83]
- 7. februar - Hans Rosling, svensk læge og statistiker (født 1948).[84]
- 8. februar - Ólöf Nordal, islandsk politiker (født 1966).[85]
- 8. februar - Rina Matsuno, japansk popsanger, model, skuespiller, medlem af den japanske pigegruppe Shiritsu Ebisu Chugaku (født 1998).[86]
- 8. februar - Mikhail Tolstykh militsleder med tilnavnet Givi (Folkerepublikken Donetsk) (født 1980) .[87]
- 9. februar - Serge Baguet, belgisk cykelrytter (født 1969).[88]
- 10. februar - Piet Keizer, hollandsk fodboldspiller (født 1943).[89]
- 12. februar - Al Jarreau, amerikansk jazzsanger (født 1940).[90]
- 13. februar - Kim Jong-nam, nordkoreaner (født 1971).[91]
- 13. februar - Aage Birch, dansk sejlsportsmand (født 1926).[92]
- 16. februar - Dick Bruna, hollandsk forfatter (født 1927).[93]
- 16. februar - Søren Seirup, dansk rockmusiker (født 1944).
- 17. februar - Robert H. Michel, amerikansk politiker (født 1923).[94]
- 17. februar - Warren Frost, amerikansk skuespiller (født 1925).[95]
- 18. februar - Erland Kops, dansk badmintonspiller (født 1937).[96]
- 19. februar - Jørgen Kieler, dansk læge og modstandsmand (født 1919).[97]
- 19. februar - Kaci Kullmann Five, norsk politiker (født 1951).[98]
- 20. februar - Vitalij Tjurkin, russisk FN-ambassadør (født 1952).[99]
- 21. februar - Kenneth Arrow, amerikansk økonom (født 1921).[100]
- 23. februar - Horace Parlan, dansk jazzpianist (født 1931).[101]
- 25. februar - Bill Paxton, amerikansk skuespiller (født 1955).[102]
- 26. februar - Preben Hertoft, dansk professor (født 1928).[103]
- 26. februar - Carsten Clante, dansk forfatter og litterat (født 1931).[104]
- 27. februar - Carlos Humberto Romero, tidligere præsident fra El Salvador (født 1924).[105]

## Marts
| - Raymond Kopa - Prins Richard - Chuck Berry - David Rockefeller - Jens Nauntofte |

- 3. marts - Raymond Kopa, fransk fodboldspiller (født 1931).[106]
- 3. marts - René Préval, haitiansk politiker (født 1943).[107]
- 6. marts - Bernt Petersen, dansk møbelarkitekt (født 1937).[108]
- 8. marts - György A. Oláh, amerikansk kemiker (født 1927).[109]
- 9. marts - Robert James Waller, amerikansk forfatter (født 1939).[110]
- 10. marts - John Surtees, britisk tidligere racerkører (født 1934).[111]
- 10. marts - Joni Sledge, amerikansk popsanger (født 1956).[112]
- 12. marts - Horst Ehmke, tysk politiker (født 1927).[113]
- 13. marts - Prins Richard, tysk prins (født 1934).[114]
- 14. marts - Poul Blak, dansk journalist (født 1944).[115]
- 16. marts - Torgny Lindgren, svensk forfatter (født 1938).[116]
- 16. marts - Maria Gerhardt, dansk forfatter og dj (født 1978).[117]
- 17. marts - Derek Walcott, caribisk forfatter (født 1930).[118]
- 18. marts - Chuck Berry, amerikansk musiker (født 1926).[119]
- 19. marts - Roger Pingeon, fransk cykelrytter (født 1940).[120]
- 19. marts - Ryan McBride, irsk fodboldspiller (født 1989).[121]
- 20. marts - David Rockefeller, amerikansk bankmand (født 1915).[122]
- 21. marts - Martin McGuinness, nordirsk politiker (født 1950).[123]
- 21. marts - Colin Dexter, engelsk kriminalforfatter (født 1930).[124]
- 22. marts - Sven-Erik Magnusson, svensk musiker (født 1942).[125]
- 24. marts - Jean Rouverol, amerikansk skuespillerinde og forfatter (født 1916).[126]
- 27. marts - Jens Nauntofte, dansk journalist og forfatter (født 1938).[127]
- 27. marts - David Storey, engelsk forfatter (født 1933).[128]
- 27. marts - Peter Bastian, dansk fagottist (født 1943).[129]
- 28. marts - Ahmaed Kathrada, sydafrikansk anti-apartheidleder (født 1929).[130]
- 31. marts - Gilbert Baker, amerikansk aktivist og skaberen af regnbueflaget (født 1951).[131]
- 31. marts - Hans Kristian Neerskov, dansk præst og menneskerettighedsaktivist (født 1932).[132]

## April
| - Gösta Ekman - Jacob Ludvigsen - Don Rickles - Jonathan Demme |

- 1. april - Gösta Ekman, svensk skuespiller (født 1939).[133]
- 2. april - Jacob Ludvigsen, dansk journalist og forfatter (født 1947).[134]
- 6. april - Don Rickles, amerikansk komiker (født 1926).[135]
- 7. april - Tim Pigott-Smith, engelsk skuespiller (født 1946).[136]
- 9. april - Peter Hansen, amerikansk skuespiller (født 1921).[137]
- 10. april - Linda Hopkins, amerikansk skuespillerinde og sangerinde (født 1924).[138]
- 12. april - Charlie Murphy, amerikansk skuespiller (født 1959).[139]
- 13. april - Diter von Wettstein, østrigsk-dansk genetiker og biolog (født 1929).[140]
- 15. april - Clifton James, amerikansk skuespiller (født 1920).[141]
- 15. april - Emma Morano, verdens ældste person ved sin død (født 1899).[142]
- 16. april - Allan Holdsworth, engelsk jazz-guitarist og komponist (født 1946).[143]
- 18. april - Yvonne Monlaur, fransk skuespillerinde (født 1939).[144]
- 20. april - Germaine Mason, engelsk olympisk højdespringer (født 1983).[145]
- 21. april - Ugo Ehiogu, engelsk fodboldspiller (født 1972).[146]
- 21. april - Eva Bendix, dansk journalist og forfatter (født 1925).[147]
- 22. april - Michele Scarponi, italiensk cykelrytter (født 1979).[148]
- 22. april - Erin Moran, amerikansk skuespillerinde (født 1960).[149]
- 22. april - Hubert Dreyfus, amerikansk filosof (født 1929).[150]
- 24. april - Robert Pirsig, amerikansk forfatter (født 1928).[151]
- 26. april - Jonathan Demme, amerikansk filminstruktør (født 1944).[152]
- 26. april - Margit Pörtner, dansk curlingspiller (født 1972).[153]
- 27. april - Peter Spier, hollandskfødt amerikansk forfatter og illustrator (født 1927).[154]
- 30. april - Henrik Gerster, dansk håndboldspiller og -træner.[155]

## Maj
| - Vibeke Sperling - Chris Cornell - Roger Moore - Zbigniew Brzezinski - Konstantinos Mitsotakis - Manuel Noriega |

- 1. maj - Katy Bødtger, dansk sangerinde (født 1932).[156]
- 1. maj - Karel Schoeman, sydafrikansk forfatter (født 1939).[157]
- 2. maj - Kevin Garcia, amerikansk bassist (født 1975).[158]
- 3. maj - Daliah Lavi, israelsk sangerinde og skuespillerinde (født 1942).[159]
- 4. maj - Victor Lanoux, fransk skuespiller (født 1936).[160]
- 4. maj - Timo Mäkinen, finsk racerkører (født 1938).[161]
- 5. maj - Kristian Mørch, grønlandsk biskop (født 1930).[162]
- 6. maj - Steven Holcomb, amerikansk bobslædekører (født 1980).[163]
- 7. maj - Gholamreza Pahlavi, iransk prins (født 1923).[164]
- 7. maj - Rod Monroe, amerikansk footballspiller (født 1976).[165]
- 8. maj - Dave Pell, amerikansk jazzmusiker (født 1925).[166]
- 8. maj - Curt Lowens, amerikansk skuespiller (født 1925).[167]
- 9. maj - Robert Miles, italiensk musikproducer (født 1969).[168]
- 9. maj - Michael Parks, amerikansk skuespiller og sanger (født 1940).[169]
- 10. maj - Geoffrey Bayldon, engelsk skuespiller (født 1924).[170]
- 11. maj - Erik Jørgen Hansen, dansk samfundsforsker og forfatter (født 1935).[171]
- 12. maj - Mauno Koivisto, finsk politiker og tidligere præsident (født 1923).[172]
- 13. maj - Vibeke Sperling, dansk chefredaktør (født 1945).[173]
- 14. maj - Powers Boothe, amerikansk skuespiller (født 1948).[174]
- 15. maj - Ian Brady, engelsk seriemorder (født 1938).[175]
- 15. maj - Karl-Otto Apel, tysk filosof (født 1922).[176]
- 17. maj - Hans Vammen, dansk historiker (født 1940).[177]
- 18. maj - Roger Ailes, amerikansk tv-direktør (født 1940).[178]
- 18. maj - Chris Cornell, amerikansk musiker (født 1964).[179][180]
- 19. maj - Stanislav Petrov, sovjetisk-russisk officer (født 1939).[181]
- 22. maj - Nicky Hayden, amerikansk motorcykelkører (født 1981).[182]
- 23. maj - Roger Moore, engelsk skuespiller (født 1927).[183]
- 24. maj - Jared Martin, amerikansk skuespiller (født 1941).[184]
- 26. maj - Zbigniew Brzezinski, polsk-amerikansk politolog og diplomat (født 1928).[185]
- 27. maj - Gregg Allman, amerikansk rockmusiker og blues-sanger (født 1947).[186]
- 28. maj - Helge Hjortdal, dansk jurist og tidligere folketingsdirektør (født 1927).[187]
- 29. maj - Konstantinos Mitsotakis, græsk politiker (født 1918).[188]
- 29. maj - Manuel Noriega, tidligere panamansk diktator (født 1934).[189]
- 30. maj - Molly Peters, engelsk skuespillerinde (født 1942).[190]
- 30. maj - Elena Verdugo, amerikansk skuespillerinde (født 1925).[191]
- 30. maj - Søster Abraham, dansk nonne, foredragsholder og skribent (født 1932).[192]
- 31. maj - Mimi Heinrich, dansk skuespillerinde (født 1936).[193]

## Juni
| - Niels Helveg Petersen - Cheick Tioté - Helmut Kohl - Quett Masire - Kristen Touborg - Simone Veil |

- 1. juni - Roberto De Vicenzo, argentinsk golfspiller (født 1923).[194]
- 2. juni - Peter Sallis, engelsk skuespiller (født 1921).[195]
- 2. juni - Jimmy Stahr, dansk radiovært og politiker (født 1935).[196]
- 3. juni - Niels Helveg Petersen, dansk politiker (født 1939).[197]
- 3. juni - Thorkild Demuth, dansk dukkemager og skuespiller (født 1927).[198]
- 4. juni - Roger Smith, amerikansk skuespiller (født 1932).[199]
- 5. juni - Cheick Tioté, ivoriansk fodboldspiller (født 1986).[200]
- 7. juni - Niels Arkil, dansk entreprenør (født 1939).[201]
- 8. juni - Ivan Horn, dansk guitarist (født 1949).[202]
- 9. juni - Adam West, amerikansk skuespiller (født 1928).[203]
- 13. juni - Ulf Stark, svensk forfatter (født 1944).[204]
- 14. juni - Hein Verbruggen, hollandsk cykelrytter (født 1941).[205]
- 14. juni - Poul Hansen, tidligere borgmester i Vallensbæk Kommune.[206]
- 15. juni - Olbram Zoubek, tjekkisk billedhugger (født 1926).[207]
- 16. juni - Helmut Kohl, tysk forbundskansler (født 1930).[208]
- 16. juni - John G. Avildsen, amerikansk filminstruktør (født 1935).[209]
- 20. juni - Prodigy, amerikansk rapper (født 1974).[210]
- 22. juni - Quett Masire, tidligere præsident af Botswana (født 1925).[211]
- 26. juni - Alice Trolle-Wachtmeister, svensk grevinde (født 1926).[212]
- 27. juni - Michael Nyqvist, svensk skuespiller (født 1960).[213]
- 27. juni - Michael Bond, engelsk forfatter (født 1926).[214]
- 28. juni - Chieng-Mai, dansk elefant (født 1959).[215]
- 29. juni - Kristen Touborg, dansk landmand og politiker (født 1943).[216]
- 30. juni - Simone Veil, fransk politiker (født 1927).[217]

## Juli
| - Martin Landau - George A. Romero - Chester Bennington - Jeanne Moreau |

- 1. juli - Heathcote Williams, engelsk skuespiller (født 1941).[218]
- 3. juli - Joseph Robinson, engelsk skuespiller (født 1927).[219]
- 4. juli - Ole Emil Riisager, dansk journalist (født 1932).[220]
- 4. juli - Peter Hansen-Nord, dansk politiker og godsejer (født 1947).[221]
- 8. juli - Nelsan Ellis, amerikansk skuespiller (født 1977).[222]
- 10. juli - Peter Härtling, tysk forfatter (født 1933).[223]
- 11. juli - Tage Voss, dansk læge og forfatter (født 1918).[224]
- 12. juli - Chuck Blazer, amerikansk fodboldpolitiker (født 1945).[225]
- 12. juli - Niels Weyde, dansk skuespiller (født 1945).[226]
- 13. juli - Liu Xiaobo, kinesisk forfatter og aktivist (født 1955)[227]
- 13. juli - Unni Bille-Brahe, dansk sociolog og selvmordsforsker (født 1930).[228]
- 14. juli - Anne Golon, fransk forfatter (født 1921).[229]
- 14. juli - Maryam Mirzakhani, iransk matematiker (født 1977).[230]
- 15. juli - Martin Landau, amerikansk skuespiller (født 1928).[231]
- 16. juli - George A. Romero, amerikansk filminstruktør (født 1940).[232]
- 18. juli - Max Gallo, fransk politiker og forfatter (født 1932).[233]
- 20. juli - Chester Bennington, amerikansk sanger (født 1976).[234]
- 21. juli - John Matthew Heard Jr., amerikansk skuespiller (født 1946).[235]
- 23. juli - John Kundla, amerikansk basketballspiller (født 1916).[236]
- 24. juli - Michiko Inukai, japansk forfatter og filantrop (født 1921).[237]
- 25. juli - Gretel Bergmann, tysk-amerikansk højdespringer (født 1914).[238]
- 26. juli - June Foray, amerikansk skuespillerinde (født 1917).[239]
- 27. juli - Sam Shepard, amerikansk skuespiller (født 1943).[240]
- 30. juli - Anton Vratuša, slovensk politiker (født 1915).[241]
- 31. juli - Jeanne Moreau, fransk skuespillerinde og sangerinde (født 1928).[242]
- 31. juli - Chuck Loeb, amerikansk jazzguitarist (født 1955).[243]

## August
| - Erling Brøndum - Brian Aldiss - Jerry Lewis - Tobe Hooper - Tsutomu Hata |

- 3. august - Robert Hardy, engelsk skuespiller (født 1925).[244]
- 4. august - Erling Brøndum, dansk politiker og chefredaktør (født 1930).[245]
- 6. august - Nicole Bricq, fransk politiker (født 1947).[246]
- 6. august - Betty Cuthbert, australsk atletikudøver (født 1938).[247]
- 6. august - Holger Lavesen, dansk jurist og tidligere departementschef og erhvervsleder (født 1935).[248]
- 7. august - Haruo Nakajima, japansk skuespiller (født 1929).[249]
- 8. august - Glen Campbell, amerikansk sanger og musiker (født 1936).[250]
- 8. august - Barbara Cook, amerikansk skuespillerinde og sangerinde (født 1927).[251]
- 13. august - Joseph Bologna, amerikansk skuespiller (født 1934).[252]
- 15. august - Stephen Wooldridge, australsk cykelrytter (født 1977).[253]
- 15. august - Gunnar Birkerts, amerikansk arkitekt (født 1925).[254]
- 18. august - Bruce Forsyth, engelsk tv-studievært og entertainer (født 1928).[255]
- 18. august - Sonny Burgess, amerikansk sanger og guitarist (født 1929).[256]
- 19. august - Brian Aldiss, engelsk forfatter (født 1925).[257]
- 19. august - Dick Gregory, amerikansk komiker (født 1928).[258]
- 20. august - Jerry Lewis, amerikansk komiker og sanger (født 1926).[259]
- 22. august - John Abercrombie, amerikansk jazzguitarist (født 1944).[260]
- 24. august - Jay Thomas, amerikansk skuespiller (født 1948).[261]
- 26. august - Tobe Hooper, amerikansk filminstruktør (født 1943).[262]
- 27. august - Yitzhak Pundak, israelsk general og politiker (født 1913).[263]
- 28. august - Tsutomu Hata, japansk politiker og tidligere premierminister (født 1935).[264]
- 28. august - Mireille Darc, fransk skuespillerinde (født 1938).[265]
- 29. august - Janine Charrat, fransk balletdanser (født 1924).[266]
- 31. august - Richard Anderson, amerikansk skuespiller (født 1926).[267]
- 31. august - Janne Carlsson, svensk skuespiller (født 1937).[268]
- 31. august - Verner Dalskov, dansk politiker og tidligere borgmester (født 1932).[269]

## September
| - Nicolaas Bloembergen - Hans Alfredson - Abdul Halim af Kedah - Frank Vincent - Harry Dean Stanton - Jake LaMotta - Hugh Hefner |

- 1. september - Shelley Berman, amerikansk komiker (født 1925).[270]
- 1. september - Jørgen Knudsen, dansk forfatter (født 1926).[271]
- 2. september - Halim El-Dabh, egyptisk komponist (født 1921).[272]
- 2. september - Erik Hansen, dansk sprogforsker og forfatter (født 1931).[273]
- 3. september - Walter Becker, amerikansk musiker (født 1950).[274]
- 3. september - Peter Zobel, dansk erhvervsleder og godsejer (født 1936).[275]
- 5. september - Nicolaas Bloembergen, hollandsk-amerikansk fysiker og nobelprismodtager (født 1920).[276]
- 8. september - Blake Heron, amerikansk skuespiller (født 1982).[277]
- 10. september - Hans Alfredson, svensk skuespiller og forfatter (født 1931).[278]
- 10. september - Pauli Ryberg, dansk skuespiller (født 1958).[279]
- 11. september - Abdul Halim af Kedah, malaysisk konge (født 1927).[280]
- 11. september - Eske Holm, dansk danser, koreograf, forfatter og filminstruktør (født 1940).[281]
- 11. september - Peter Hall, britisk sceneinstruktør (født 1930).[282]
- 13. september - Frank Vincent, amerikansk skuespiller (født 1937).[283]
- 14. september - Grant Hart, amerikansk musiker (født 1961).[284]
- 15. september - Harry Dean Stanton, amerikansk skuespiller (født 1926).[285]
- 15. september - Violet Brown, verdens ældste person ved sin død (født 1900).[286]
- 19. september - Jake LaMotta, amerikansk bokser (født 1922).[287]
- 21. september - Liliane Bettencourt, franskmand og verdens rigeste kvinde ved sin død (født 1922).[288]
- 22. september - Paavo Lonkila, finsk langrendsløber (født 1923).[289]
- 23. september - Charles Bradley, amerikansk sanger (født 1948).[290]
- 24. september - Gisèle Casadesus, fransk skuespillerinde (født 1914).[291]
- 25. september - Jan Tříska, tjekkisk skuespiller (født 1936).[292]
- 26. september - Barry Dennen, amerikansk skuespiller (født 1938).[293]
- 27. september - Hugh Hefner, amerikansk tidsskriftudgiver, grundlægger og ejer af Playboy (født 1926).[294]
- 27. september - Poul Hyldgaard, dansk erhvervsmand og fodboldleder (født 1929).[295]
- 27. september - Anne Jeffreys, amerikansk skuespillerinde (født 1923).[296]
- 28. september - Benjamin Whitrow, engelsk skuespiller (født 1937).[297]
- 29. september - Magdalena Ribbing, svensk forfatter (født 1940).[298]
- 30. september - Elizabeth Baur, amerikansk skuespillerinde (født 1947).[299]

## Oktober
| - Tom Petty - Jalal Talabani - Ole Krarup - Jean Rochefort - Danielle Darrieux - Fats Domino |

- 1. oktober - Arthur Janov, amerikansk psykolog og forfatter (født 1924).[300]
- 2. oktober - Tom Petty, amerikansk musiker (født 1950).[301]
- 3. oktober - Jalal Talabani, tidligere irakisk præsident (født 1933)[302]
- 4. oktober - Liam Cosgrave, irsk politiker (født 1920).[303]
- 5. oktober - Anne Wiazemsky, fransk skuespillerinde (født 1947).[304]
- 5. oktober - Tut Loft, dansk embedsmand (født 1922).[305]
- 7. oktober - Ole Krarup, dansk politiker (født 1935).[306]
- 8. oktober - Birgitta Ulfsson, finlandssvensk skuespillerinde (født 1928).[307]
- 8. oktober - Grady Tate, amerikansk jazztrommeslager (født 1932).[308]
- 9. oktober - Jean Rochefort, fransk skuespiller (født 1930).[309]
- 10. oktober - Bob Schiller, amerikansk manuskriptforfatter (født 1918).[310]
- 13. oktober - Albert Zafy, tidligere præsident af Madagaskar (født 1927).[311]
- 14. oktober - Richard Wilbur, amerikansk digter og litterær oversætter (født 1921).[312]
- 16. oktober - Roy Dotrice, engelsk skuespiller (født 1923).[313]
- 17. oktober - Danielle Darrieux, fransk skuespillerinde (født 1917).[314]
- 18. oktober - Brent Briscoe, amerikansk skuespiller (født 1961).[315]
- 22. oktober - George Young, australsk musiker (født 1946).[316]
- 23. oktober - Walter Lassally, tysk-født britisk-græsk filmfotograf (født 1926).[317]
- 24. oktober - Fats Domino, amerikansk R&B- og rock and roll-sanger og musiker (født 1928).[318]
- 24. oktober - Robert Guillaume, amerikansk skuespiller (født 1927).[319]
- 27. oktober - Inge Adriansen, dansk forfatter og kulturhistoriker (født 1944).[320]
- 28. oktober - Manuel Sanchís Martínez, spansk fodboldspiller (født 1938).[321]
- 29. oktober - Muhal Richard Abrams, amerikansk komponist (født 1930).[322]

## November
| - Grete Berget - Malcolm Young - Charles Manson - David Cassidy - Rance Howard |

- 1. november - Brad Bufanda, amerikansk skuespiller (født 1983).[323]
- 4. november - Isabel Granada, filippinsk sangerinde og skuespillerinde (født 1976).[324]
- 5. november - Robert Knight, amerikansk sanger og musiker (født 1945).[325]
- 6. november - Feliciano Rivilla, spansk fodboldspiller (født 1936).[326]
- 7. november - Hans Schäfer, tysk fodboldspiller (født 1927).[327]
- 8. november - Roger Grenier, fransk forfatter (født 1919).[328]
- 9. november - Grete Berget, norsk politiker (født 1954).[329]
- 9. november - John Hillerman, amerikansk skuespiller (født 1932).[330]
- 10. november - Moniz Bandeira, brasiliansk forfatter (født 1935).[331]
- 11. november - Baard Owe, dansk skuespiller (født 1936).[332]
- 13. november - Alina Janowska, polsk skuespillerinde (født 1923).[333]
- 13. november - Bobby Doerr, amerikansk basketballspiller (født 1918).[334]
- 15. november - Keith Barron, engelsk skuespiller (født 1934).[335]
- 15. november - Lil Peep, amerikansk rapper (født 1996).[336]
- 16. november - Robert Hirsch, fransk skuespiller (født 1925).[337]
- 16. november - Hiromi Tsuru, japansk skuespillerinde (født 1960).[338]
- 17. november - Rikard Wolff, svensk skuespiller (født 1958).[339]
- 17. november - Earle Hyman, amerikansk skuespiller (født 1926).[340]
- 18. november - Malcolm Young, australsk musiker (født 1953).[341]
- 18. november - Ben Riley, amerikansk jazztrommeslager (født 1933).[342]
- 19. november - Charles Manson, amerikansk massemorder (født 1934).[343]
- 19. november - Pancho Segura, ecuadoriansk tennisspiller (født 1921).[344]
- 19. november - Jana Novotná, tjekkisk tennisspiller (født 1968)[345]
- 19. november - Della Reese, amerikansk skuespillerinde (født 1931).[346]
- 20. november - Janusz Wójcik, polsk politiker (født 1953).[347]
- 21. november - David Cassidy, amerikansk skuespiller og sanger (født 1950).[348]
- 22. november - Jon Hendricks, amerikansk jazz tekstforfatter og sanger (født 1921).[349]
- 23. november - Anthony Harvey, engelsk filminstruktør (født 1930).[350]
- 25. november - Rance Howard, amerikansk skuespiller (født 1928).[351]
- 25. november - Ole Lange, dansk erhvervshistoriker og forfatter (født 1937).[352]
- 30. november - Jim Nabors, amerikansk skuespiller (født 1930).[353]

## December
| - Ali Abdullah Saleh - Henning Jensen - Mihai 1. af Rumænien - Johnny Hallyday - Angry Grandpa - Kim Jong-hyun |

- 3. december - John Bayard Anderson, amerikansk præsidentkandidat (født 1922).[354]
- 4. december - Ali Abdullah Saleh, tidligere præsident af Yemen (født 1942).[355]
- 4. december - Henning Jensen, dansk fodboldspiller (født 1949).[356]
- 4. december - Christine Keeler, engelsk fotomodel (født 1942).[357]
- 5. december - Mihai 1. af Rumænien, Rumæniens sidste konge (født 1921).[358]
- 5. december - Thor Munkager, dansk håndboldspiller (født 1951).[359]
- 5. december - Jean d'Ormesson, fransk forfatter (født 1925).[360]
- 6. december - Johnny Hallyday, fransk rocksanger og skuespiller (født 1943).[361]
- 8. december - Sunny Murray, amerikansk jazztrommeslager (født 1936).[362]
- 10. december - Angry Grandpa, amerikansk internetpersonlighed (født 1950).[363]
- 14. december - Karl-Erik Nilsson, svensk bryder (født 1922).[364]
- 16. december - Keely Smith, amerikansk sangerinde (født 1928).[365]
- 17. december - Kjell Grede, svensk filminstruktør (født 1936).[366]
- 18. december - Kim Jong-hyun kendt som Jonghyun, sydkoreansk sanger og sangskriver (født 1990).[367]
- 21. december - Roswell Rudd, amerikansk jazz trombonist (født 1935).[368]
- 21. december - Bruce McCandless, amerikansk astronaut, og første mand på rumvandring uden sikkerhedsline (født 1943).[369]
- 22. december - John Winther, dansk borgmester (født 1935).[370]
- 24. december - Heather Menzies, amerikansk skuespillerinde (født 1949).[371]
- 28. december - Rose Marie, amerikansk skuespillerinde (født 1923).[372]
- 29. december - María del Carmen Franco y Polo - spansk hertuginde (født 1926).[373]